# Gary Gullock
Gary Gullock (ur. 3 stycznia 1958) – australijski wioślarz, srebrny medalista olimpijski.

## Kariera
Wystartował na igrzyskach olimpijskich w Los Angeles w 1984, gdzie osada Australii w składzie: Paul Reedy, Gary Gullock, Tim McLaren i Tony Lovrich zdobyła srebrny medal w czwórkach podwójnych. W finale A uplasowali się o 0,43 sekundy za osadą RFN i o 1,09 sekundy przed osadą Kanady. Był to jego jedyny start olimpijski.